# Курт Рамін
Курт Рамін (нім. Kurt Ramien; 3 жовтня 1889, Гамбург — 8 вересня 1939, Кіль) — німецький офіцер-підводник, контрадмірал крігсмаріне.

## Біографія
1 квітня 1908 року вступив на флот. Після проходження навчання з 1 жовтня 1910 року служив на борту лінкора «Імператор Вільгельм II», з 1 квітня 1912 року — важкого крейсера «Ганза». З 31 березня 1914 року — вахтовий офіцер авізо «Пфайль». Учасник Першої світової війни. В серпні 1915 року перейшов у підводний флот. З 13 квітня по 31 серпня 1916 року — командир SM UC-1, з 6 листопада 1916 по 20 жовтня 1917 року — SM UC-48, з 31 грудня 1917 по 29 серпня 1918 року —  SM UB-109. Всього за час бойових дій потопив 57 кораблів загальною водотоннажністю 103 455 тонн і пошкодив 6 кораблів загальною водотоннажністю 26 509 тонн. 29 серпня 1918 року човен Раміна був потоплений і він потрапив в полон. 5 січня 1920 року звільнений і продовжив службу на флоті. З 2 жовтня 1933 року — командувач мінними тральщиками. З 1 червня 1937 року — командир бар'єрного випробувального командування, одночасно до 31 травня 1938 року керував випробувальним з'єднанням. Наклав на себе руки.

## Сім'я
В першого шлюбу мав двох дітей. Вдруге одружився з жінкою, яка мала трьох дочок від першого шлюбу.

## Звання
- Морський кадет (1 квітня 1908)
- Фенріх-цур-зее (10 квітня 1909)
- Лейтенант-цур-зее (27 вересня 1911)
- Оберлейтенант-цур-зее (19 вересня 1914)
- Капітан-лейтенант (28 квітня 1918)
- Корветтен-капітан (1 квітня 1927)
- Фрегаттен-капітан (1 жовтня 1932)
- Капітан-цур-зее (1 жовтня 1934)
- Контрадмірал (1 квітня 1938)

## Нагороди
- Залізний хрест 2-го і 1-го класу
- Ганзейський Хрест (Гамбург)
- Королівський орден дому Гогенцоллернів, лицарський хрест з мечами (23 липня 1917)
- Нагрудний знак підводника (1918)
- Фландрійський хрест із застібкою «Морська війна»
- Почесний хрест ветерана війни з мечами
- Медаль «За вислугу років у Вермахті» 4-го, 3-го, 2-го і 1-го класу (25 років; 2 жовтня 1936) — отримав 4 нагороди одночасно.